# Hester van Grinsven
Hester van Griensven (gedoopt op 13 september 1592 - 's-Hertogenbosch, 14 december 1653) was een dochter van Rutger  van Grinsven en van Josina van Ammelroij van Vlijmen. Zij stichtte -per testament- in 1651 een mannen- en een vrouwengasthuis alsmede een 5-tal studiebeurzen.
Hester bleef ongehuwd, waarmee een eind kwam aan deze tak van de familie. Hester ligt begraven in de Sint-Janskathedraal. 
Haar testament is opmerkelijk, daar heden ten dage nog steeds aanspraak gemaakt kan worden op haar nalatenschap in de vorm van studiebeurzen. Voorwaarde is wel dat men behoort tot het nageslacht van haar beide grootouders.